# Карбонат міді
Карбона́т мі́ді (рос. карбонат меди, англ. green copper carbonate, mineral green, cuprous carbonate, нім. Kupferkarbonat n) — сіль міді вугільної кислоти — CuCO3.
З водних розчинів кристалізується CuCO3·Cu(ОН)2 — мінерал малахіт.
2CuCO3·Cu(ОН)2 — мінерал азурит.